# 天竺大将棋
天竺大将棋（てんじくだいしょうぎ）は、将棋の一種であり、二人で行うボードゲーム（盤上遊戯）の一種である。
大将棋の拡張であり、追加された駒が大大将棋・摩訶大大将棋・泰将棋のものとほとんど重複しないことから、これらとは別系統の拡張であると考えられる。
追加の駒は強力な動きのものが多く、大将棋からの弱い駒はあまり採用されていないことも合わせてスピード感重視、早期決着型の発展であると言えよう。非常に強力な駒が多く、特に圧倒的に強力な火鬼の存在のため、対局の際には読み抜けがあると大惨事になりかねない。そのためお互いに神経をすり減らすエキサイティングなゲームとなっている。
なお単に天竺将棋と呼ばれることもあるが、本将棋の変種の天竺将棋とは別物である。

## ルール

### 基本ルール
- 縦横16マスずつに区切られた将棋盤の上で行う。
- 自分から見て手前の五段を自陣、反対に相手から見て五段を敵陣という。
- 駒は、中将棋から仲人を除く20種類と大将棋の鉄将・桂馬に、車兵・獅鷹・奔鷲・火鬼・水牛・竪兵・横兵・大将・副将・飛将・角将・飛鷲・角鷹・犬を加えた36種類あり、それぞれ動きが決まっている。なお中将棋・大将棋と同じ駒は機能は同じだが、鉄将・桂馬はそれぞれ成り駒が変わっており、奔王・獅子も成ることができる。
- 大将、副将、角将、飛将は、それぞれ特定の方向に、自分よりも格の低い駒ならばいくつでも飛び越えて、その飛び越えた駒の味方の駒も含めて全てを取ることが出来る。駒の格は次の順。
  1. 玉将、太子
  2. 大将
  3. 副将
  4. 角将、飛将
  5. その他の駒
- その他のルールはほぼ中将棋に準ずると思われる。

### 初期配置図
| 香車 | 桂馬 | 猛豹 | 鉄将 | 銅将 | 銀将 | 金将 | 醉象 | 玉将 | 金将 | 銀将 | 銅将 | 鉄将 | 猛豹 | 桂馬 | 香車 |
| 反車 |      | 車兵 | 車兵 |      | 盲虎 | 鳳凰 | 奔王 | 獅子 | 麒麟 | 盲虎 |      | 車兵 | 車兵 |      | 反車 |
| 横兵 | 竪兵 | 角行 | 龍馬 | 龍王 | 水牛 | 火鬼 | 奔鷲 | 獅鷹 | 火鬼 | 水牛 | 龍王 | 龍馬 | 角行 | 竪兵 | 横兵 |
| 横行 | 竪行 | 飛車 | 角鷹 | 飛鷲 | 角将 | 飛将 | 副将 | 大将 | 飛将 | 角将 | 飛鷲 | 角鷹 | 飛車 | 竪行 | 横行 |
| 歩兵 | 歩兵 | 歩兵 | 歩兵 | 歩兵 | 歩兵 | 歩兵 | 歩兵 | 歩兵 | 歩兵 | 歩兵 | 歩兵 | 歩兵 | 歩兵 | 歩兵 | 歩兵 |
|      |      |      |      | 犬   |      |      |      |      |      |      | 犬   |      |      |      |      |
|      |      |      |      |      |      |      |      |      |      |      |      |      |      |      |      |
|      |      |      |      |      |      |      |      |      |      |      |      |      |      |      |      |
|      |      |      |      |      |      |      |      |      |      |      |      |      |      |      |      |
|      |      |      |      |      |      |      |      |      |      |      |      |      |      |      |      |
|      |      |      |      | 犬   |      |      |      |      |      |      | 犬   |      |      |      |      |
| 歩兵 | 歩兵 | 歩兵 | 歩兵 | 歩兵 | 歩兵 | 歩兵 | 歩兵 | 歩兵 | 歩兵 | 歩兵 | 歩兵 | 歩兵 | 歩兵 | 歩兵 | 歩兵 |
| 横行 | 竪行 | 飛車 | 角鷹 | 飛鷲 | 角将 | 飛将 | 大将 | 副将 | 飛将 | 角将 | 飛鷲 | 角鷹 | 飛車 | 竪行 | 横行 |
| 横兵 | 竪兵 | 角行 | 龍馬 | 龍王 | 水牛 | 火鬼 | 獅鷹 | 奔鷲 | 火鬼 | 水牛 | 龍王 | 龍馬 | 角行 | 竪兵 | 横兵 |
| 反車 |      | 車兵 | 車兵 |      | 盲虎 | 麒麟 | 獅子 | 奔王 | 鳳凰 | 盲虎 |      | 車兵 | 車兵 |      | 反車 |
| 香車 | 桂馬 | 猛豹 | 鉄将 | 銅将 | 銀将 | 金将 | 玉将 | 醉象 | 金将 | 銀将 | 銅将 | 鉄将 | 猛豹 | 桂馬 | 香車 |